# Hyperlopha orientalis
Hyperlopha orientalis är en fjärilsart som beskrevs av Gustaaf Hulstaert 1924. Hyperlopha orientalis ingår i släktet Hyperlopha och familjen nattflyn. Inga underarter finns listade i Catalogue of Life.